# David Gharibyan
David Gharibyan (em armênio/arménio:  Դավիթ Ղարիբյան; Erevan, 29 de maio de 1990) é um ator e modelo armênio.

## Biografia

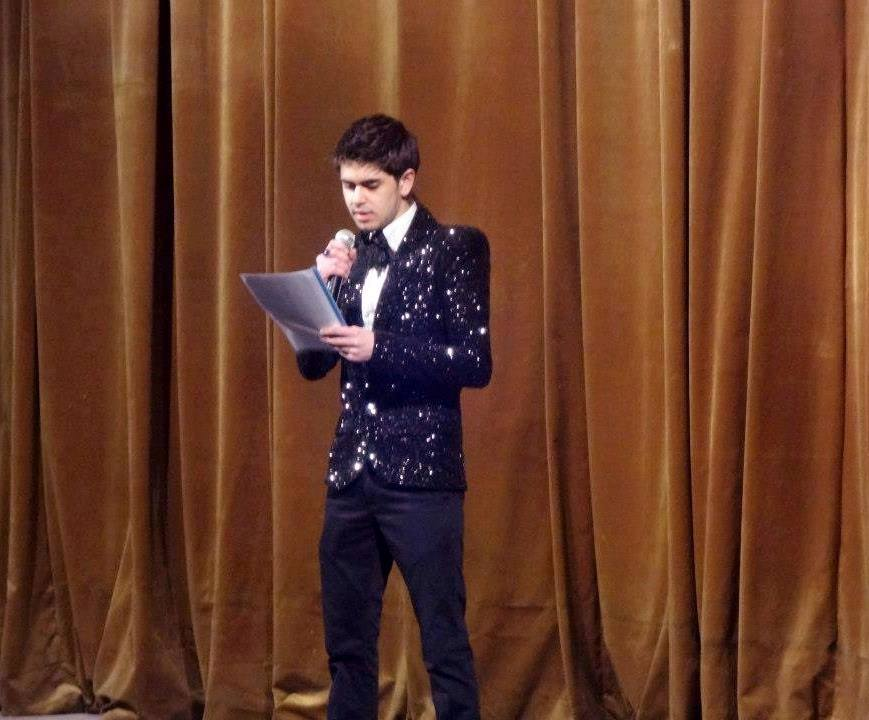
David Gharibyan

Nascido em Erevan, estudou na State Engineering University of Armenia, e em 2010 formou-se em economia na Advances Academy de Yerevan.
Em 2010, ele também se formou na Academia de Erevan avanços da gestão econômica, como um especialista em finanças e crédito, bem como se formou a partir de Yerevan Estado Canção teatro, como apresentador e locutor de Shows.
Em 2011 fez o mestrado na Universidade Estatal de Pedagogia de Erevan como organizador de eventos.

## Carreira
Em dezembro de 2009 participou ao concurso-festival Best Model of the World XXII, realizado em Sofia. Em 2011 participou ao desfile de moda International Best Male and Female Model World e à Fashion Week Costa Blanca, representando a Armênia. Ele é o coordenador dos eventos nos países da CEI.

## Televisão
| TV           | Série                                      | Ano  | País            |
| ------------ | ------------------------------------------ | ---- | --------------- |
| Armenia TV   | "The Hard Life" "Դժվար ապրուստ"            | 2012 | Yerevan Armenia |
| Armenia 1 TV | "The General's Daughter" "Գեներալի աղջիկը" | 2013 | Yerevan Armenia |

## Teatro[14]
| Ópera            | Papel      | Ano  | País             |
| ---------------- | ---------- | ---- | ---------------- |
| Arshak II        | Ambassador | 2013 | Yerevan, Armenia |
| Aida             | Guardsman  | 2014 | Yerevan, Armenia |
| Aleko            | Gypsy      | 2014 | Yerevan, Armenia |
| Anoush           | Villager   | 2014 | Yerevan, Armenia |
| Romeo and Juliet | Guard      | 2014 | Yerevan, Armenia |
| La traviata      | Waiter     | 2014 | Yerevan, Armenia |
| Spartacus        | Spartans   | 2014 | Yerevan, Armenia |
| Il trovatore     | Guardsman  | 2014 | Yerevan, Armenia |

## Modelagem competição de festivais
| conteúdo                        | ano  | país     | país representado | título                   |
| ------------------------------- | ---- | -------- | ----------------- | ------------------------ |
| Best Model of the World         | 2009 | Bulgária | Ucrânia           | Melhor Modelo da Ucrânia |
| International Best Model World  | 2011 | Espanha  | Armênia           | TOP 5 finalistas         |
| Mister Fashion Beauty Universal | 2014 | Portugal | Armenia           | vencedor                 |